# Bernardo Hontiveros
Bernardo Hontiveros fue un benedictino español. 
En el siglo XVII fue una de las antorchas más resplandecientes de la Iglesia de España por su ciencia y principalmente por su gran conocimiento en la teología moral. Su mérito le alzó a los más encumbrados honores de su orden y a las dignidades primeras de la Iglesia. Siendo primer catedrático de teología en la universidad de Oviedo, tuvo por discípulo en este tan noble cuerpo literario a Saenz de Aguirre, después cardenal, y que destacón tanto por su doctrina como por sus escritos. Fue también Hontiveros teólogo de S. M. católica, consultor del supremo tribunal de la Inquisición, general de su congregación en España y finalmente, obispo de Calahorra. 
Murió en 1662, después de haber acabado una excelente obra latina que tiene por título: Las lágrimas de la Iglesia militante, (Lacryma militantis ecclesia). Ataca en ella las opiniones relajadas de los casuitas que tantos estragos hicieron en su siglo por toda la Francia y España. El P. Hontiveros murió agobiado de sus continuas mortificaciones y trabajos. El teólogo Enrique de San Ignacio, carmelita, habla con mucho elogio de este prelado en una epístola de su obra intitulada: Theologia sanctorum veterum ac novissimorum, circa universam morum doctrinam etc. Lieja , 1700.